# 762 (numero)
Settecentosessantadue (762) è il numero naturale dopo il 761 e prima del 763.

## Proprietà matematiche
- È un numero pari.
- È un numero composto, con 8 divisori: 1, 2, 3, 6, 127, 254, 381, 762. Poiché la somma dei suoi divisori (escluso il numero stesso) è 774 > 762, è un numero abbondante.
- È un numero sfenico.
- È un numero semiperfetto in quanto pari alla somma di alcuni (o tutti) i suoi divisori.
- È un numero intero privo di quadrati.
- È un numero di Smith nel sistema numerico decimale.
- È un numero palindromo e un numero a cifra ripetuta nel sistema di numerazione posizionale a base 19 (222).
- È parte delle terne pitagoriche (762, 1016, 1270), (762, 16120, 16138), (762, 48384, 48390), (762, 145160, 145162).
- È un numero nontotiente (per cui la equazione φ(x) = n non ha soluzione).
- È un numero odioso.

## Astronomia
- 762 Pulcova è un asteroide della fascia principale del sistema solare.
- NGC 762 è una galassia spirale della costellazione della balena.

## Astronautica
- Cosmos 762 è un satellite artificiale russo.

## Altri ambiti
- La E762 è una strada di classe B il cui percorso si trova in Bosnia, Erzegovina, Montenegro e Albania.